# Río Blyde
El río Blyde (en afrikáans: Blyderivier, 'río Glad'), río Motlatse ('río Permanente'), o río Umdhlazi es un río de las provincias de Mpumalanga y Limpopo de Sudáfrica. Su curso es hacia el norte en los valles y barrancos de las empinadas laderas del Mpumalanga Drakensberg, antes de entrar en la región de las tierras bajas de la provincia de Limpopo. Tiene sus orígenes últimos a unos 2000 m de altitud en la zona de conservación de Hartebeesvlakte, al norte del puerto de Long Tom. Corre a través del cañón del río Blyde. 

## Etimología
El Blyde, que significa 'contento', 'alegre' o 'feliz' en afrikáans, fue llamado así durante una expedición de voortrekker. Esto ocurrió en 1844 cuando Hendrik Potgieter y otros regresaron sanos y salvos de la Bahía de Delagoa hasta donde se encontraba el resto de su grupo de expedicionarios que los habían considerado muertos. Mientras aún estaban bajo este malentendido, nombraron al río cercano a su campamento, río Treur, o 'río de luto'. Se dice que el nombre Motlatse es anterior al nombre Blyde, y significa «un río que siempre está lleno» en el dialecto sePulana de Sotho del Norte.

## Cuenca
De la cuenca hidrográfica de 2842 km², 220 km² se dedican a la silvicultura comercial, y alrededor de 1.399 km² están constituidos por bosques autóctonos. Los huertos y las tierras de cultivo se establecieron a lo largo de la parte baja del Blyde en la última mitad del siglo XX, con 23 521 ha dedicadas al riego en 1995. La Hartebeesvlakte, la Reserva Natural del Monte Sheba, la Reserva Natural del Cañón del Río Blyde y la Blyde-Olifants Conservancy protegen diferentes secciones de la misma. 

## Afluentes
En la Reserva Natural del Cañón del Río Blyde se le unen varios ríos o arroyos. El río Treur se une al Blyde en Bourke's Luck Potholes, en la parte alta del cañón. Aguas abajo se le unen los arroyos Belvedere y Ga-nogakgolo. 
La ahora desaparecida central eléctrica de Belvedere (en 24°39′18″S 30°50′12″E / -24.65500, 30.83667 ) está situado en la confluencia del Blyde y el Belvedere. Desde 1911 hasta 1992 suministró energía hidroeléctrica a Pilgrim's Rest y a las comunidades adyacentes. Un sendero de excursionistas de unos 10 km permite al visitante explorar esta zona.
El río Ohrigstad se une al río Blyde en la presa Blyderivierpoort. El río se ramifica en varios canales de riego una vez que llega al nivel más bajo. El Sandspruit es su único afluente significativo en su nivel bajo, no lejos de la confluencia de Olifants . 

## Curso
Los ríos Klein Olifants, Steelpoort y Blyde son afluentes meridionales del río Olifants, que entra en el Parque Nacional Kruger y en las reservas de caza privada vecinas, cruzando finalmente la frontera con Mozambique, donde desemboca en la presa de Massingir. La contribución anual media del Blyde al Olifants es de 436 millones de m³ de agua, una proporción importante debido a la combinación de precipitaciones relativamente altas y baja evaporación en su zona de captación.

## Especies de peces
En el río hay peces exóticos como la lubina,  la trucha marrón y la trucha arco iris, que han reducido la población de la lubina local del río Treur a las cuencas superiores del sistema del río Blyde. Gracias a las reintroducciones tras su redescubrimiento en el decenio de 1970, la lubina del río Treur se está recuperando ahora. El bagre de montaña de Natal, Amphilius natalensis, se encuentra como población aislada en el sistema del Limpopo, y el arroyo Belvedere es el único lugar del sistema de Limpopo donde se encuentra el Barbus argenteus.